# Olympische Winterspiele 2014/Teilnehmer (Griechenland)
| Gelbes Symbol für Goldmedaillen mit stilisierten Olympischen Ringen | Graues Symbol für Silbermedaillen mit stilisierten Olympischen Ringen | Braundes Symbol für Bronzemedaillen mit stilisierten Olympischen Ringen |
| ------------------------------------------------------------------- | --------------------------------------------------------------------- | ----------------------------------------------------------------------- |
| —                                                                   | —                                                                     | —                                                                       |

Griechenland nahm an den Olympischen Winterspielen 2014 in Sotschi mit sieben Athleten in fünf Sportarten teil. Fahnenträgerin der griechischen Delegation bei der Eröffnungszeremonie war Panagiota Tsakiri. Apostolos Angelis nahm sowohl am Biathlon-Wettbewerb als auch im Skilanglauf teil.

## Sportarten

### Biathlon
| Männer - Apostolos Angelis |

### Skeleton
| Männer - Alexandros Kefalas |

### Ski Alpin
| Frauen - Sofia Ralli | Männer - Konstantinos Sykaras - Massimiliano Valcareggi |

### Skilanglauf
| Männer - Apostolos Angelis | Frauen - Panagiota Tsakiri |

### Skispringen
| Männer - Nico Polychronidis |